# Chang Zheng 6
Chang Zheng 6 (长征六号运载火箭; Chángzhēng liùháo yùnzàihuǒjiàn) eller CZ-6 eller LM-6 eller Long March 6 är en kinesisk rymdraket i Chang Zheng serien för uppskjutning av lättare nyttolast. Första uppskjutningen gjordes den 19 september 2015 från Taiyuans satellituppskjutningscenter och nyttolasten var 20 små satelliter.
Maximal nyttolast till Solsynkron bana (SSO) är 1 ton.
I framtiden kommer Chang Zheng 6 att skjutas upp både från Taiyuans satellituppskjutningscenter och från Wenchangs satellituppskjutningscenter.

## Konstruktion
Raketen är 29,2 m lång. Totalvikten vid avfärd är 103 ton, och lyftkraften är 120 ton. Kåpan som täcker nyttolasten finns i diameter 2,25 m och diameter 2,6 m, och dess totala längd är ca 5,7 m
Första steget har en diameter på 3,35 m och håller 76 ton drivmedel. Steget drivs av en YF-100 som drivs på flytande syre/fotogen och ger en lyftkraft på 120 ton. Raketens första steg är baserat på den typ av hjälpraket som några av Chang Zheng 5-varianterna kommer använda.
Andra steget har diameter 2,25 m och innehåller 15 ton drivmedel. Steget drivs av en YF-115 som drivs på flytande syre/fotogen och ger en lyftkraft på 18 ton.
Tredje steget drivs av fyra YF-85 som drivs på väteperoxid/fotogen och ger en lyftkraft på 408 kg.